# Rumeal Robinson
Rumeal James Robinson (ur. 13 listopada 1966 w Mandeville) – jamajski koszykarz, występujący na pozycji rozgrywającego, posiadający także amerykańskie obywatelstwo.
W 1986 został zaliczony do I składu Parade All-American oraz USA Today’s All-USA. Wystąpił też w meczu gwiazd amerykańskich szkół średnich – McDonald’s All-American.

## Osiągnięcia
Na podstawie, o ile nie zaznaczono inaczej.
NCAA
- Mistrz NCAA (1989)
- Uczestnik rozgrywek:
  - Sweet 16 turnieju NCAA (1988, 1989)
  - turnieju NCAA (1988–1990)
- Zaliczony do:
  - I składu:
    - Big Ten (1990)
    - turnieju NCAA Final Four (1989 przez Associated Press)[3]

  - II składu All-American (1990)
- Lider konferencji Big 10 w:
  - średniej asyst (1989 – 6,3, 1990 – 6,1)
  - liczbie asyst (1989 – 233, 1990 – 184)

NBA
- Zawodnik tygodnia NBA (14.03.1993)

Inne
- Uczestnik międzynarodowych rozgrywek Euroligi (2001/2002)

Reprezentacja
- Wicemistrz igrzysk panamerykańskich (1995)[4]